# Rosse grutto
De rosse grutto (Limosa lapponica) is een vogel uit de familie strandlopers en snippen (Scolopacidae) van de orde steltloperachtigen (Charadriiformes).

## Kenmerken
De rosse grutto lijkt op de gewone grutto (Limosa limosa). De vogel heeft net als de grutto een zeer lange snavel. Het verschil met de grutto is dat deze snavel aan het eind een flauwe bocht omhoog maakt en donker is, behalve bij de juvenielen. In de zomer zijn de nek, borst, en buik ononderbroken bruinrood; bij de grutto zijn de buik en flanken gevlekt. Interessant is dat de mannelijke individuen ten opzichte van de vrouwelijke rosse grutto's kleiner zijn, een iets kortere snavel hebben, en in de zomer tot in de punt van hun staart ros gekleurd zijn. In de winter zijn al deze onderdelen van het verenkleed lichtgrijs gekleurd. De rosse grutto is een trekvogel die niet in Nederland broedt, maar hier vrijwel alleen wordt waargenomen in de Waddenzee en bij de Ooster- en Westerschelde, terwijl de gewone grutto hier wel broedt en vaak in graslanden te vinden is. De rosse grutto's leven in groepen, op plaatsen waar voedsel is te vinden. Omdat mannetjes en vrouwtjes een verschillend menu hebben, leven deze groepen niet erg gemengd.

## Voorkomen in Nederland
De rosse grutto, die als trekvogel zowel in Afrika als in de Waddenzee overwintert en broedt in Noord-Scandinavië en Siberië, is praktisch het hele jaar door in de Waddenzee en het Deltagebied in Zeeland te vinden. Er is wel een uitgesproken seizoenspatroon. De top ligt in mei; in juni zijn de aantallen het laagst, maar in juli en augustus nemen de aantallen weer toe. In het Deltagebied verblijven veel rosse grutto's gedurende de herfst, winter en het vroege voorjaar. In de Waddenzee dalen de aantallen geleidelijk tot in januari, waarna ze weer toenemen.

## Onderzoek
De rosse grutto is een migrerende vogel die in Nederland en België tijdens zijn migratie aan de kust verblijft. De trek van rosse grutto's is sinds 1984 goed onderzocht. Ze zijn in twee groepen in te delen: een groep die hier overwintert en een groep die in West-Afrika overwintert. De rosse grutto's die in de Waddenzee overwinteren, broeden in het noorden van Scandinavië, de groep die in West-Afrika overwintert trekt naar Siberië.
Later zijn ook de trekroutes van rosse grutto's op het oostelijk halfrond in kaart gebracht. Uit dit onderzoek blijkt dat de rosse grutto vanuit zijn broedplaats in Alaska in één keer over de Grote Oceaan vliegt naar zijn overwinterplaats in Nieuw-Zeeland. Deze tocht van meer dan 10.000 km duurt ongeveer een week. Onderzoek naar de migratievlucht van de rosse grutto toont consequent aan dat het extraordinaire vliegers betreft en zet records voor vluchtduur. In 2022 werd voor het eerst onderzoek gedaan naar de eerste trektocht van juveniele rosse grutto's, waarbij 1 exemplaar van 5 maanden oud het presteerde om met een vlucht van 13,558 km in 11 dagen het dierlijke non-stop vliegrecord te verbreken. Het vermogen tot deze prestatie dankt de vogel aan het gebruik van specifieke luchtstromingen in de atmosfeer, een uitzonderlijk hoog lichaamsgehalte aan vet bij aanvang van de reis, tot 40%, en een gestroomlijnd lichaam. Om de stroomlijn niet te verstoren wordt tijdens dergelijk onderzoek gebruikgemaakt van minisatellietzenders in het lichaam geïmplanteerd van de proefvogels of zeer kleine externe transmitters
Onderzoek uit 2014 van de Rijksuniversiteit Groningen in samenwerking met het NIOZ wees uit dat het aantal rosse grutto's langs de Oost-Atlantische trekroute afnam. Er werden minder vogels waargenomen langs de kust in Afrika, maar ook dichter bij huis zoals in Denemarken, Duitsland en Engeland. In de Nederlandse Waddenzee, waar de aantallen toenamen, was sprake van een 'buffereffect'

## Verspreiding en leefgebied
De soort telt vier ondersoorten:
- L. l. lapponica: noordelijk Europa.
- L. l. taymyrensis: noordwestelijk en het noordelijke deel van Centraal-Siberië.
- L. l. menzbieri: noordoostelijk Siberië.
- L. l. baueri: van noordoostelijk Siberië tot noordelijk en westelijk Alaska.

## Status
De grootte van de wereldpopulatie werd in 2015 door BirdLife International geschat op een miljoen individuen, en de Europese broedpopulatie op 3.700 tot 9.000 duizend paren. Door landaanwinning, watervervuiling en de aanleg van infrastructuur worden de kustgebieden, die vooral de Oost-Aziatische vogels tijdens de trek bezoeken en nodig hebben als foerageergebied om te overleven, steeds minder geschikt. Om deze redenen staat de soort sinds 2015 als 'gevoelig' op de Rode Lijst van de IUCN.

## Afbeeldingen

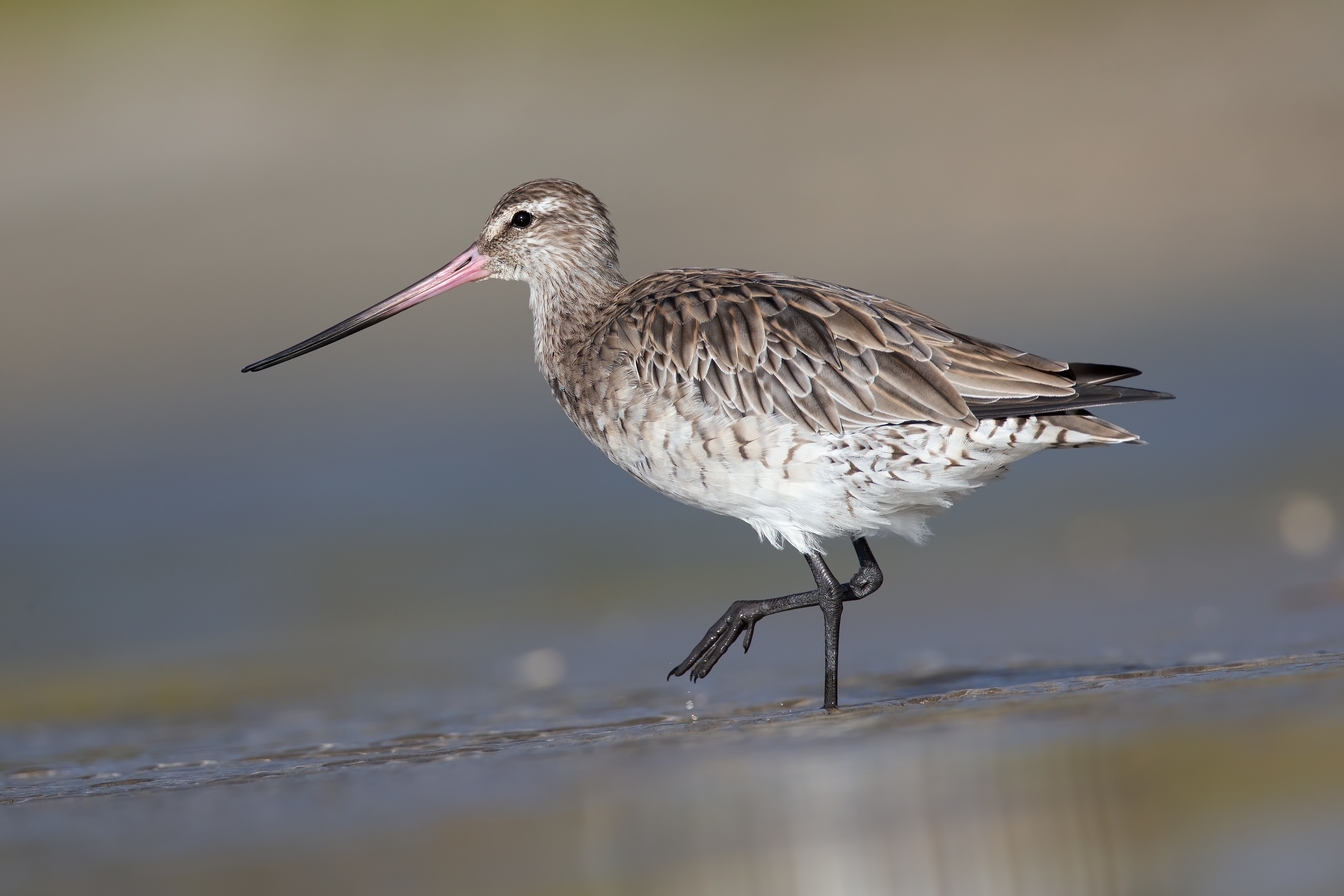
Rosse grutto in niet-broedgevederte
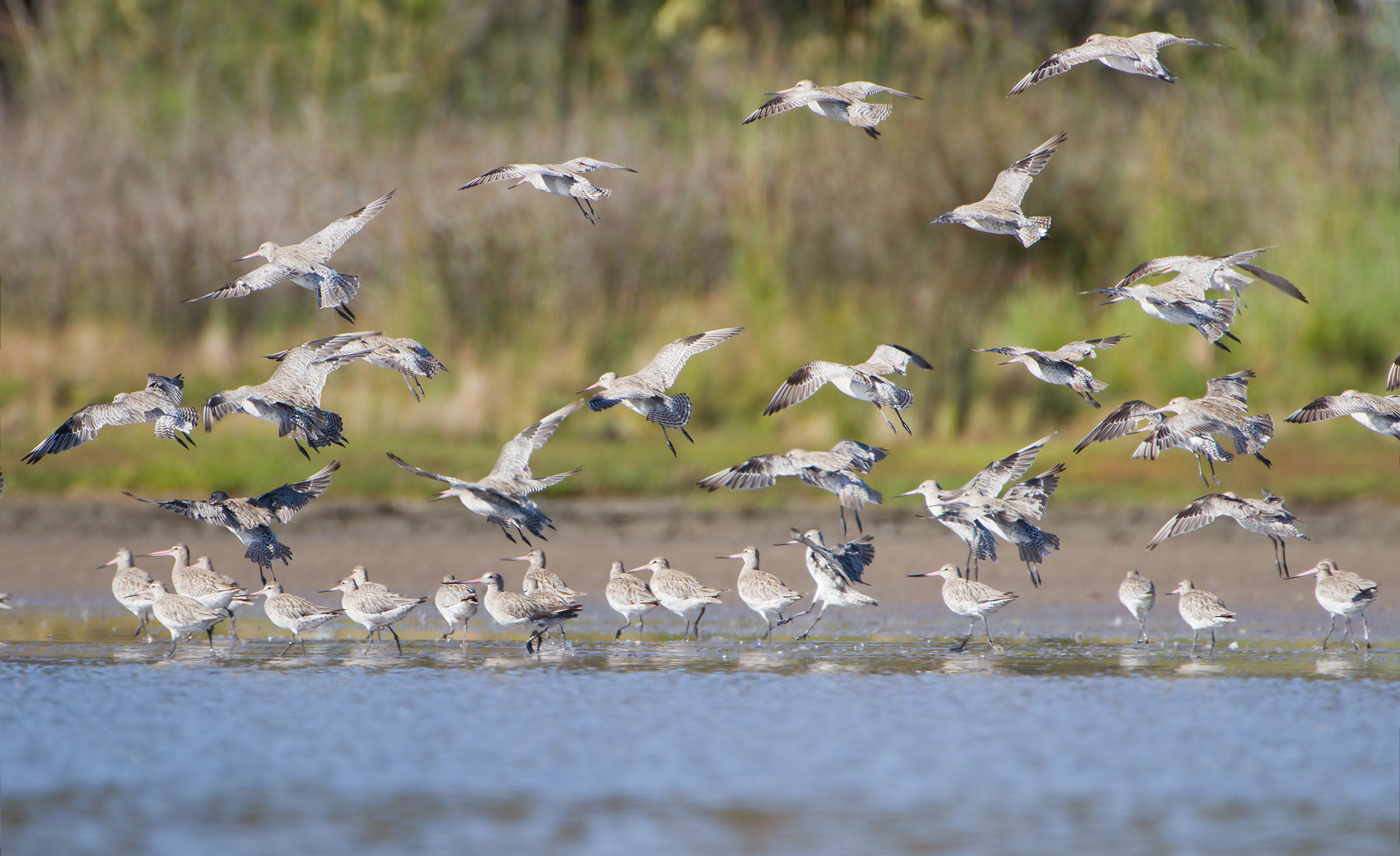
Een zwerm rosse grutto's op Tasmanië
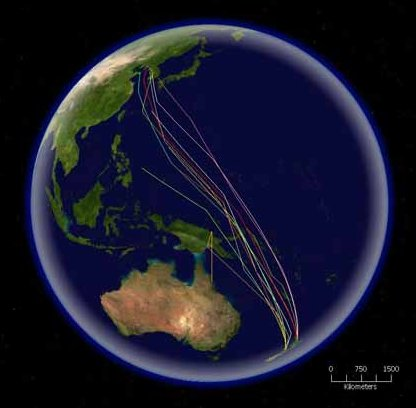
Trekroutes van Nieuw-Zeeland naar de Gele Zee
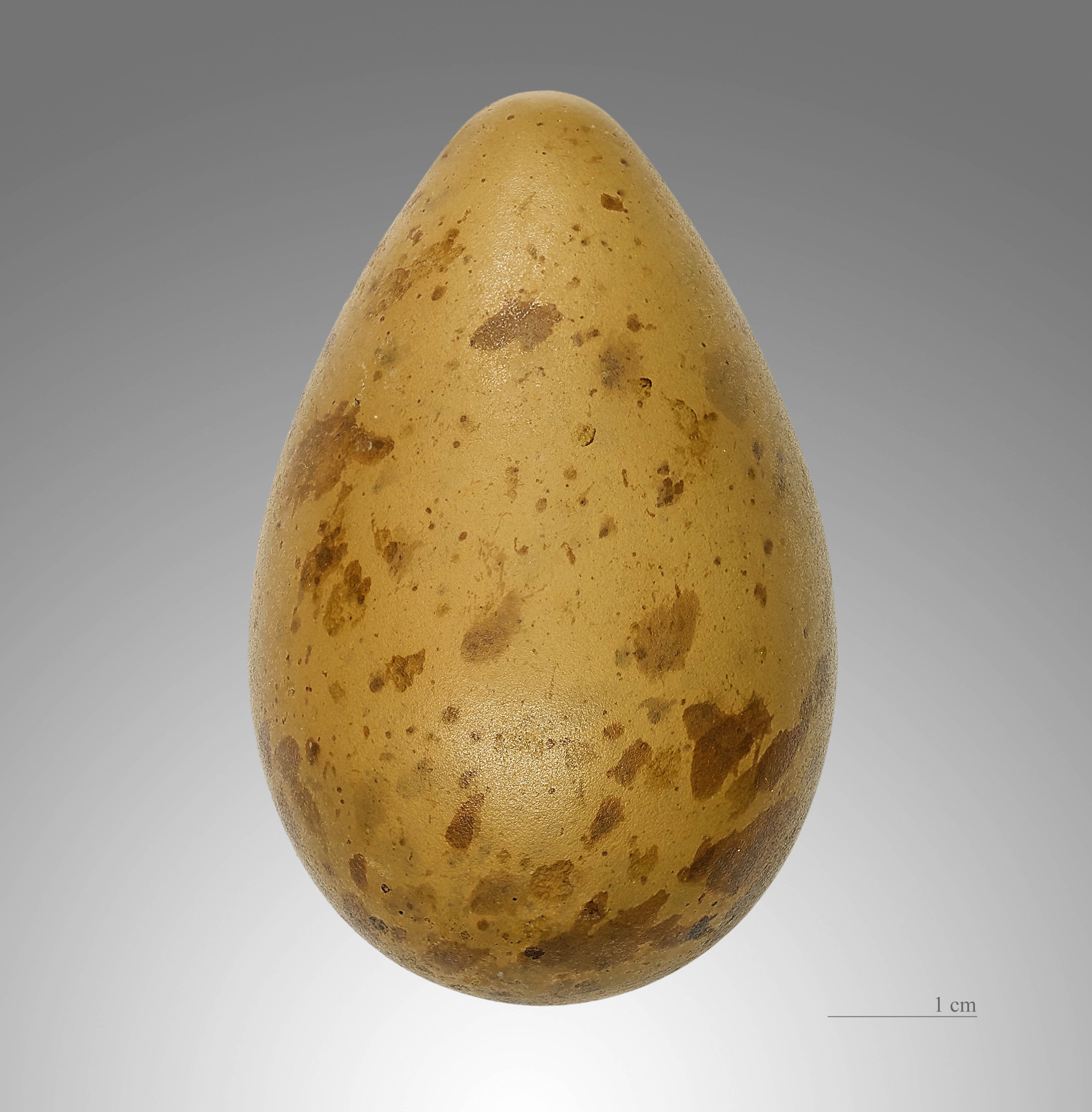
Ei uit de collectie van het MHNT

## Video
- Rosse grutto's